# Ruta Nacional 272 (Argentina)
La Ruta Nacional 272 era el nombre que tenía la carretera de 114 km en el sudoeste de la Provincia del Chubut, República Argentina que une la Ruta Nacional 40 a 6 km al norte del pueblo Río Mayo con el Paso Coihaique, en el límite internacional con Chile.
En 1980 el camino cambió de denominación pasando a formar parte de la Ruta Nacional 26 (km 267-381).
El 31 de julio de 1997 la Dirección Nacional de Vialidad y Vialidad Provincial suscribieron un convenio por el que este camino pasaba a jurisdicción provincial. Este convenio fue ratificado por Ley Provincial 4.467 sancionada el 26 de marzo de 1999.
En la actualidad esta carretera se encuentra ripiada.

## Localidades
Las pueblos (todos de menos de 1000 habitantes) por los que pasa esta ruta de este a oeste son los siguientes:

### Provincia del Chubut
Recorrido: 114 km (kilómetro 0-114)
- Departamento Río Senguer: Doctor Ricardo Rojas (km 80) y Aldea Beleiro (km 108).